# Tercera Federación - Grupo I 2025-26
La temporada 2025-26 del Grupo I de la Tercera Federación de fútbol comenzará el 7 de septiembre de 2025 y finalizará el 10 de mayo de 2026. Posteriormente se disputará la promoción de ascenso. Se trata de la quinta edición tras la restructuración de las categorías no profesionales por parte de la RFEF a causa de la pandemia global causada por el Coronavirus; y es la quinta categoría a nivel nacional.

## Sistema de competición
Participan dieciocho clubes encuadrados en un único grupo. Se enfrentan todos contra todos en dos ocasiones -una en campo propio y otra en campo contrario- durante un total de 34 jornadas. El orden de los encuentros se decide por sorteo antes de empezar la competición. La Federación de Fútbol de Galicia es la responsable de designar las fechas de los partidos y los árbitros de cada encuentro, reservando al equipo local la potestad de fijar el horario exacto de cada encuentro.
Una vez finalizada la competición, el primer clasificado asciende directamente a Segunda Federación y se proclama campeón de Tercera Federación.
Los clasificados entre el segundo y el quinto lugar disputan un Play Off territorial en formato de eliminatorias a doble partido ida y vuelta. En caso de empate el vencedor de la eliminatoria es el equipo mejor clasificado. El equipo vencedor de este Play Off se clasifica a la Promoción de ascenso a Segunda Federación que tiene carácter de final interterritorial.
Los tres últimos clasificados descienden directamente a Preferente Autonómica. Puede haber más descensos por arrastre provocados por descensos de superior categoría.

## Ascensos y descensos
| Pos. | Ascendidos a 2ª Federación |
| ---- | -------------------------- |
| 1º   | U. D. Ourense              |
| 3º   | S. D. Sarriana             |

| Pos. | Descendidos de 2.ª División RFEF |
| ---- | -------------------------------- |
| 14º  | S. D. Compostela                 |

| Ascendidos de Preferente Autonómica | Ascendidos de Preferente Autonómica | Ascendidos de Preferente Autonómica | Ascendidos de Preferente Autonómica |
| Pos.                                | Grupo Norte                         | Pos.                                | Grupo Sur                           |
| ----------------------------------- | ----------------------------------- | ----------------------------------- | ----------------------------------- |
| 1º                                  | Atlético Coruña Montañeros C. F.    | 1.º                                 | C. D. Barco                         |
| -                                   | Sin ascenso                         | 2.º                                 | Céltiga F. C.                       |
| -                                   | Sin ascenso                         | 5º                                  | Juventud Cambados                   |

| Pos. | Descendidos a Preferente Autonómica |
| ---- | ----------------------------------- |
| 16º  | C. D. Valladares                    |
| 17º  | Villalonga F. C.                    |
| 18º  | Betanzos C. F.                      |

## Equipos

### Listado de equipos
| Equipo                           | Localidad              | Estadio                        | Aforo  |
| -------------------------------- | ---------------------- | ------------------------------ | ------ |
| Alondras C. F.                   | Cangas de Morrazo      | O Morrazo                      | 3500   |
| Arosa S. C.                      | Villagarcía de Arosa   | A Lomba                        | 5000   |
| Club Atlético Arteixo            | Arteijo                | Ponte dos Brozos               | 2000   |
| Atlético Coruña Montañeros C. F. | La Coruña              | Elviña                         | 6530   |
| U. D. Barbadás                   | Barbadás               | Os Carrís                      | 1000   |
| C. D. Barco                      | El Barco de Valdeorras | Calabagueiros                  | 1140   |
| C. D. Boiro                      | Betanzos               | Barraña                        | 1400   |
| Céltiga F. C.                    | Isla de Arosa          | Salvador Otero                 | 1500   |
| S. D. Compostela                 | Santiago de Compostela | Verónica Boquete de San Lázaro | 12 000 |
| C. D. Estradense                 | La Estrada             | Novo Municipal                 | 1000   |
| Gran Peña F. C.                  | Vigo                   | Barreiro                       | 1171   |
| Juventud Cambados                | Cambados               | Burgáns                        | 2000   |
| C. F. Noia                       | Orense                 | Julio Mato                     | 1500   |
| Polvorín F. C.                   | Lugo                   | A Cheda                        | 500    |
| Racing Villalbés                 | Villalba               | A Magdalena                    | 1872   |
| Silva S. D.                      | La Coruña              | A Grela                        | 1000   |
| U. D. Somozas                    | Somozas                | Manuel Candocia                | 1000   |
| Viveiro C. F.                    | Vivero                 | Cantarrana                     | 1000   |

| Alondras Arosa Atlético Arteixo AC Montañeros Barbadás Barco Boiro Céltiga Compostela Estradense Gran Peña Juv. Cambados Noia Polvorín Villalbés Silva Somozas Viveiro |

### Equipos por provincia
| N.º | Provincia  | Equipos                                                                                            |
| --- | ---------- | -------------------------------------------------------------------------------------------------- |
| 7   | La Coruña  | Atlético Coruña Montañeros, Atlético Arteixo, C. D. Boiro, Compostela, C. F. Noia, Silva y Somozas |
| 6   | Pontevedra | Alondras, Arosa, Céltiga, Estradense, Celta C-Gran Peña, Juventud Cambados                         |
| 3   | Lugo       | Polvorín, Racing Villalbés y Viveiro                                                               |
| 2   | Orense     | Barbadás y Barco                                                                                   |

## Clasificación
| Pos. | Equipo                           | Pts. | PJ | G | E | P | GF | GC | Dif. |                                                    |
| ---- | -------------------------------- | ---- | -- | - | - | - | -- | -- | ---- | -------------------------------------------------- |
| 1    | Alondras C. F.                   | 0    | 0  | 0 | 0 | 0 | 0  | 0  | 0    | Ascenso a Segunda Federación y Copa del Rey        |
| 2    | Arosa S. C.                      | 0    | 0  | 0 | 0 | 0 | 0  | 0  | 0    | Acceso a Promoción de Ascenso a Segunda Federación |
| 3    | Club Atlético Arteixo            | 0    | 0  | 0 | 0 | 0 | 0  | 0  | 0    | Acceso a Promoción de Ascenso a Segunda Federación |
| 4    | Atlético Coruña Montañeros C. F. | 0    | 0  | 0 | 0 | 0 | 0  | 0  | 0    | Acceso a Promoción de Ascenso a Segunda Federación |
| 5    | U. D. Barbadás                   | 0    | 0  | 0 | 0 | 0 | 0  | 0  | 0    | Acceso a Promoción de Ascenso a Segunda Federación |
| 6    | C. D. Barco                      | 0    | 0  | 0 | 0 | 0 | 0  | 0  | 0    |                                                    |
| 7    | C. D. Boiro                      | 0    | 0  | 0 | 0 | 0 | 0  | 0  | 0    |                                                    |
| 8    | Céltiga F. C.                    | 0    | 0  | 0 | 0 | 0 | 0  | 0  | 0    |                                                    |
| 9    | S. D. Compostela                 | 0    | 0  | 0 | 0 | 0 | 0  | 0  | 0    |                                                    |
| 10   | C. D. Estradense                 | 0    | 0  | 0 | 0 | 0 | 0  | 0  | 0    |                                                    |
| 11   | R. C. Celta C-Gran Peña          | 0    | 0  | 0 | 0 | 0 | 0  | 0  | 0    |                                                    |
| 12   | Club Juventud Cambados           | 0    | 0  | 0 | 0 | 0 | 0  | 0  | 0    |                                                    |
| 13   | C. F. Noia                       | 0    | 0  | 0 | 0 | 0 | 0  | 0  | 0    |                                                    |
| 14   | Polvorín F. C.                   | 0    | 0  | 0 | 0 | 0 | 0  | 0  | 0    |                                                    |
| 15   | Racing Villalbés                 | 0    | 0  | 0 | 0 | 0 | 0  | 0  | 0    |                                                    |
| 16   | Silva S. D.                      | 0    | 0  | 0 | 0 | 0 | 0  | 0  | 0    | Descenso a Preferente Galicia                      |
| 17   | U. D. Somozas                    | 0    | 0  | 0 | 0 | 0 | 0  | 0  | 0    | Descenso a Preferente Galicia                      |
| 18   | Viveiro C. F.                    | 0    | 0  | 0 | 0 | 0 | 0  | 0  | 0    | Descenso a Preferente Galicia                      |

Los primeros partidos se disputarán el 7 de septiembre de 2025.
 Fuente: BeSoccer

### Evolución de la clasificación
| Jornada | 1 | 2 | 3 | 4 | 5 | 6 | 7 | 8 | 9 | 10 | 11 | 12 | 13 | 14 | 15 | 16 | 17 | 18 | 19 | 20 | 21 | 22 | 23 | 24 | 25 | 26 | 27 | 28 | 29 | 30 | 31 | 32 | 33 | 34 |
| Equipo  |   |   |   |   |   |   |   |   |   |    |    |    |    |    |    |    |    |    |    |    |    |    |    |    |    |    |    |    |    |    |    |    |    |    |
| ------- | - | - | - | - | - | - | - | - | - | -- | -- | -- | -- | -- | -- | -- | -- | -- | -- | -- | -- | -- | -- | -- | -- | -- | -- | -- | -- | -- | -- | -- | -- | -- |
|         |   |   |   |   |   |   |   |   |   |    |    |    |    |    |    |    |    |    |    |    |    |    |    |    |    |    |    |    |    |    |    |    |    |    |

## Resultados
| Local \ Visitante                | ALO | ARO | ATL | ATM | BAB | BAC | BOI | CEL | COM | EST | GRA | JCA | NOI | POL | RAC | SIL | SOM | VIV |
| -------------------------------- | --- | --- | --- | --- | --- | --- | --- | --- | --- | --- | --- | --- | --- | --- | --- | --- | --- | --- |
| Alondras C. F.                   | —   |     |     |     |     |     |     |     |     |     |     |     |     |     |     |     |     |     |
| Arosa S. C.                      |     | —   |     |     |     |     |     |     |     |     |     |     |     |     |     |     |     |     |
| Club Atlético Arteixo            |     |     | —   |     |     |     |     |     |     |     |     |     |     |     |     |     |     |     |
| Atlético Coruña Montañeros C. F. |     |     |     | —   |     |     |     |     |     |     |     |     |     |     |     |     |     |     |
| U. D. Barbadás                   |     |     |     |     | —   |     |     |     |     |     |     |     |     |     |     |     |     |     |
| C. D. Barco                      |     |     |     |     |     | —   |     |     |     |     |     |     |     |     |     |     |     |     |
| C. D. Boiro                      |     |     |     |     |     |     | —   |     |     |     |     |     |     |     |     |     |     |     |
| Céltiga F. C.                    |     |     |     |     |     |     |     | —   |     |     |     |     |     |     |     |     |     |     |
| S. D. Compostela                 |     |     |     |     |     |     |     |     | —   |     |     |     |     |     |     |     |     |     |
| C. D. Estradense                 |     |     |     |     |     |     |     |     |     | —   |     |     |     |     |     |     |     |     |
| R. C. Celta C-Gran Peña          |     |     |     |     |     |     |     |     |     |     | —   |     |     |     |     |     |     |     |
| Club Juventud Cambados           |     |     |     |     |     |     |     |     |     |     |     | —   |     |     |     |     |     |     |
| C. F. Noia                       |     |     |     |     |     |     |     |     |     |     |     |     | —   |     |     |     |     |     |
| Polvorín F. C.                   |     |     |     |     |     |     |     |     |     |     |     |     |     | —   |     |     |     |     |
| Racing Villalbés                 |     |     |     |     |     |     |     |     |     |     |     |     |     |     | —   |     |     |     |
| Silva S. D.                      |     |     |     |     |     |     |     |     |     |     |     |     |     |     |     | —   |     |     |
| U. D. Somozas                    |     |     |     |     |     |     |     |     |     |     |     |     |     |     |     |     | —   |     |
| Viveiro C. F.                    |     |     |     |     |     |     |     |     |     |     |     |     |     |     |     |     |     | —   |